# Бесько
Бесько (пол. Beśko; словац. Beško) — польская и словацкая фамилия.

## Этимология
Фамилия происходит с территории Подкарпатского воеводства, села Беско. Образовалась от праславянского слова «бусел», что в переводе означает «аист». Местные уживались с племенами русинов, которые молвили «Бусько» или «Босько», называя таким образом местных птиц. Однако живущие там поляки именовали аистов словом «Бесько», которое являлось диалектическим для того региона.
Фамилия Бесько может быть получена от имён на Bie-, типа Безджад (пол. Biezdziad), Бернат (пол. Biernat), Бенедикт (пол. Benedykt).
Существовал также шляхетский род Беськи герба Правдзиц Королевства Польского и Речи Посполитой, возникший в начале XVI века, который в основном расселился в Холмской земле.

## Известные представители
- Базилий Бесько (1894—1917) — польский актёр театра и кино.

## Топоним
- Беско (пол. Besko) — сельская гмина (волость) в Польше, входит как административная единица в Санокский повят Подкарпатского воеводства.